# 146 p.n.e.
| [ Edytuj tabelę ] | |
| Król Armenii      | - 165 p.n.e. Artawazdes I 115 p.n.e.                                                               |
| Król Baktrii      | - 170 p.n.e. Eukratydes I 145 p.n.e.                                                               |
| Król Bitynii      | - 149 p.n.e. Nikomedes II 127 p.n.e.                                                               |
| Cesarz Chin       | - 157 p.n.e. Han Jingdi 141 p.n.e.                                                                 |
| Władca Egiptu     | - 180 p.n.e. Ptolemeusz VI 145 p.n.e. - 173 p.n.e. Kleopatra II 115 p.n.e.                         |
| Król Ilirii       | - 168 p.n.e. Ballajos 135 p.n.e.                                                                   |
| Król Kapadocji    | - 157 p.n.e. Ariarates V 130 p.n.e.                                                                |
| Król Kommageny    | - 163 p.n.e. Ptolemeusz z Kommageny 130 p.n.e.                                                     |
| Król Numidii      | - 148 p.n.e. Gulussa 140 p.n.e. - 148 p.n.e. Mastanabal 140 p.n.e. - 148 p.n.e. Micypsa 118 p.n.e. |
| Król Partów       | - 171 p.n.e. Mitrydates I 138 p.n.e.                                                               |
| Władca Pergamonu  | - 159 p.n.e. Attalos II 138 p.n.e.                                                                 |
| Król Pontu        | - 150 p.n.e. Mitrydates V 120 p.n.e.                                                               |
| Władca Seleucydów | - 150 p.n.e. Aleksander I Balas 145 p.n.e.                                                         |

Rok 146 p.n.e.
stulecia: III wiek p.n.e. ~
II wiek p.n.e. ~
I wiek p.n.e.

lata: 156 p.n.e. «
150 p.n.e. «
149 p.n.e. «
148 p.n.e. «
147 p.n.e. «
146 p.n.e. »
145 p.n.e. »
144 p.n.e. »
143 p.n.e. »
142 p.n.e. »
136 p.n.e.

## Wydarzenia
- III wojna punicka: zdobycie i zniszczenie Kartaginy. Teren państwa kartagińskiego został przekształcony w rzymską prowincję Afryka.
- Bitwa pod Istmos: wojska rzymskie pod dowództwem Lucjusza Mummiusza zniszczyły Korynt i przejęły kontrolę nad całym terytorium Grecji.
- Wobec upadku Kartaginy i Koryntu, Rzym stał się głównym mocarstwem świata śródziemnomorskiego.
- Ludi saeculares w Rzymie.